# MGR-3 Little John
Die MGR-3 Little John war die kleinste  nuklearfähige Boden-Boden-Rakete, die jemals von der United States Army eingesetzt wurde. Die geringe Größe der ungelenkten Rakete war dadurch bedingt, dass sie für Luftlandeoperationen vorgesehen war. Das Waffensystem stand von 1961 bis 1969 im Dienst.

## Entwicklung
Nach Studien der Army aus dem Jahre 1953 sollte aus der Kurzstreckenrakete Honest John eine Familie von Boden-Boden-Raketen hervorgehen. Vorgesehen war der Bau einer kleineren Honest John junior für die Kurzstrecke und einer größeren Honest John senior. Im Laufe der drei folgenden Jahre wurden sehr unterschiedliche Vorstudien beim Redstone Arsenal und der Douglas Aircraft Company gemacht, in deren Verlauf das Programm in Little John umbenannt wurde. 1956 wurde das Projekt zweigeteilt: Zum einen sollte rasch eine Rakete als Zwischenlösung (interim system) gebaut, zum anderen eine optimierte Version mit verbesserten Leistungsmerkmalen entwickelt werden (optimum system). Im Februar 1956 erhielt die Firma Emerson Electric Company den Auftrag, zwanzig Raketen und die dafür notwendigen Maschinen zu bauen. 1957 wurde die Zwischenlösung vollendet, entsprach aber nicht den Anforderungen in Bezug auf Treffsicherheit. Man hatte gehofft, die Waffe durch eine Drallstabilisierung treffsicherer zu machen, wobei das Heckteil mit den Steuerflossen unbeweglich blieb, während der Rest des Raketenkörpers bereits auf der Abschussrampe um seine Längsachse rotierte.
Man verwendete sie daher nur für Truppenversuche und Trainingszwecke. Von Winter 1958 bis Herbst 1959 fanden Probeschüsse mit der Optimum-Version der Little John auf dem Testgelände der White Sands Missile Range statt. Im November 1959 begann man mit einer begrenzten Serienproduktion bestimmter Teile. Ab 1961 wurden die ersten vollständigen Raketen der verbesserten Version einsatzbereit an die Truppe ausgeliefert. Kleinere Probleme behob man in den folgenden Jahren. Die Entwicklung endete offiziell 1965.

## Einsatz
Sieben Bataillone wurden 1961 mit Little John ausgerüstet. Davon waren 1966 noch vier aktiv, zwei in den USA und zwei im südlichen Pazifik. 1969 wurde das System möglicherweise wegen der Einführung einer atomaren Artilleriegranate für 155-mm-Geschütze außer Dienst gestellt.

## Versionen
- XM47 – Erste Versuchsversion für den Raketenmotor (1956).
- XM51 – Unter dieser Bezeichnung trat die Rakete ab 1956 in die eigentliche Entwicklung ein. Als die ersten Raketen 1961 an die Luftlande-Bataillone ausgeliefert wurden, strich man das X (für Experimental, also Testversion) aus dem Namen.
- MGR-3A – Neue Bezeichnung aus dem Jahr 1963.